# Jurčičev trg
Jurčičev trg je eden izmed trgov v Ljubljani. Trg obsega območje med tremi stavbami (Jurčičev trg št. 1, 2 in 3), z njim pa se povezujejo Židovska ulica, Hribarjevo nabrežje, Čevljarska ulica in Čevljarski most.
Na tem območju je bil v prelomu med 15. in 16. stoletjem ljubljanski geto. Leta 1892 je občinski svet poimenoval do takrat nepoimenovano območje pred Čevljarskim mostom Jurčičev trg po slovenskem pisatelju Josipu Jurčiču. V osemedesetih letih 20. stoletja so mu na trgu postavili doprsni kip. Avtor postavitve je bil arhitekt Boro Rotovnik.
Leta 2021 so med izkopavanji na trgu našli ostanke Mesarskega mostu, ki je tu stal v srednjem veku in je izpričan v več zgodovinskih virih. Mesarski most je imel lesen obok in zidane temelje, ki datirajo v 14. stoletje. Poleg mostu so našli še ostanke kovaške delavnice iz 12. stoletja ter zaprto kanalizacijsko cev iz 18. stoletja.